# گمینا یدوابنه
گمینا یدوابنه (به لهستانی:  Gmina Jedwabne) یک گمینا در لهستان است که در شهرستان وومژا واقع شده‌است. گمینا یدوابنه ۱۵۹٫۴۲ کیلومتر مربع مساحت و ۵٬۵۹۶ نفر جمعیت دارد.